# Eye Gray
Eye Gray fue un comic book creado por Enrique Jiménez Corominas para la "línea Laberinto" de Planeta DeAgostini en 1998.

## Argumento
Durante los últimos veinte años, Mr. Appetite ha secuestrado y asesinado niñas para comérselas sin que se haya conseguido encontrar ninguna pista sobre su identidad. Desesperada, la detective Anne Bardelli decide pedir ayuda al dueño de una tienda de antigüedades egipcias, llamado Mr. Gray, que le fascina desde niña. Éste resulta ser un mago egipcio inmortal.